# Dolina Olczyska

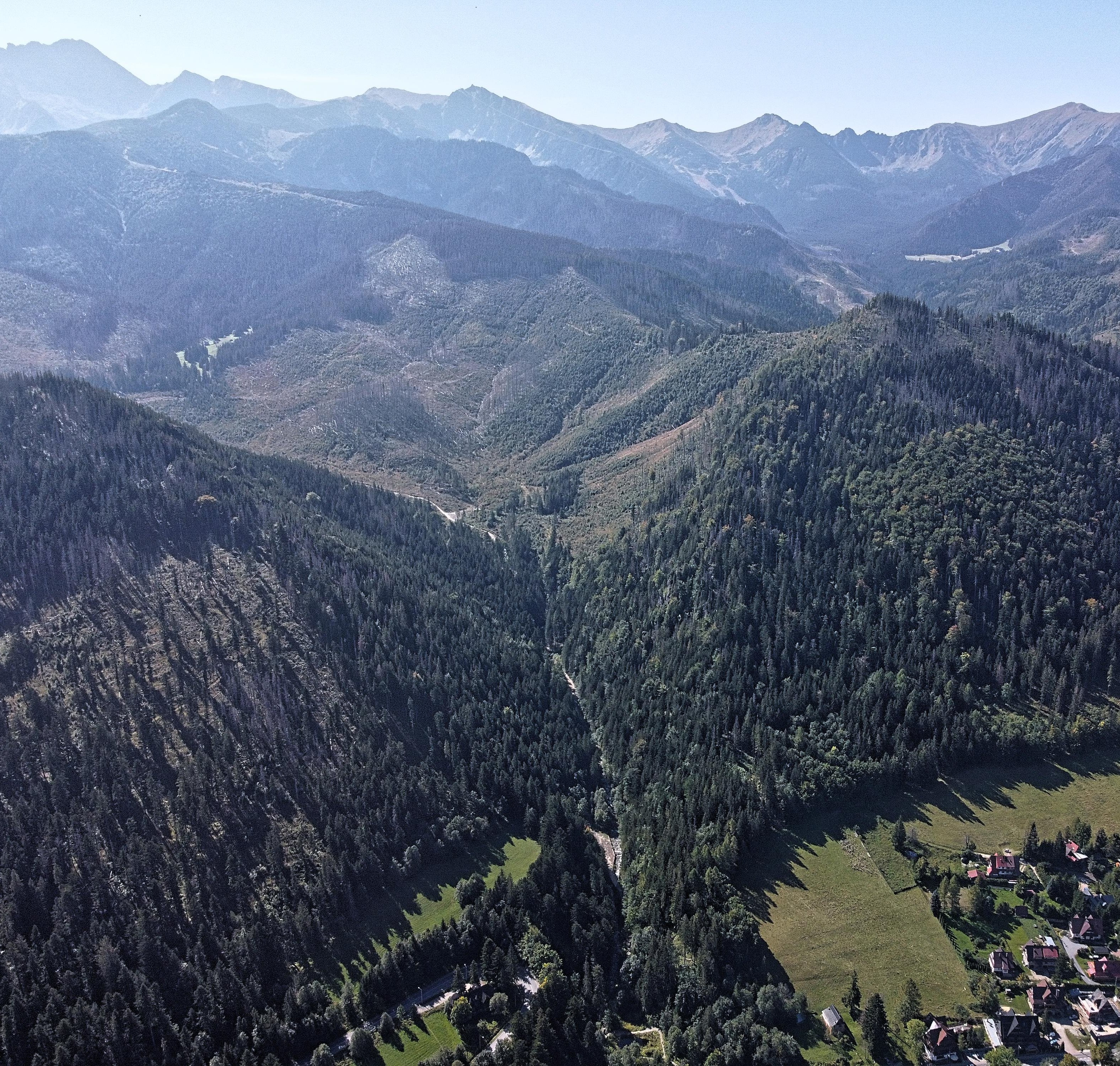
Dolina Olczyska (widok od strony północnej)

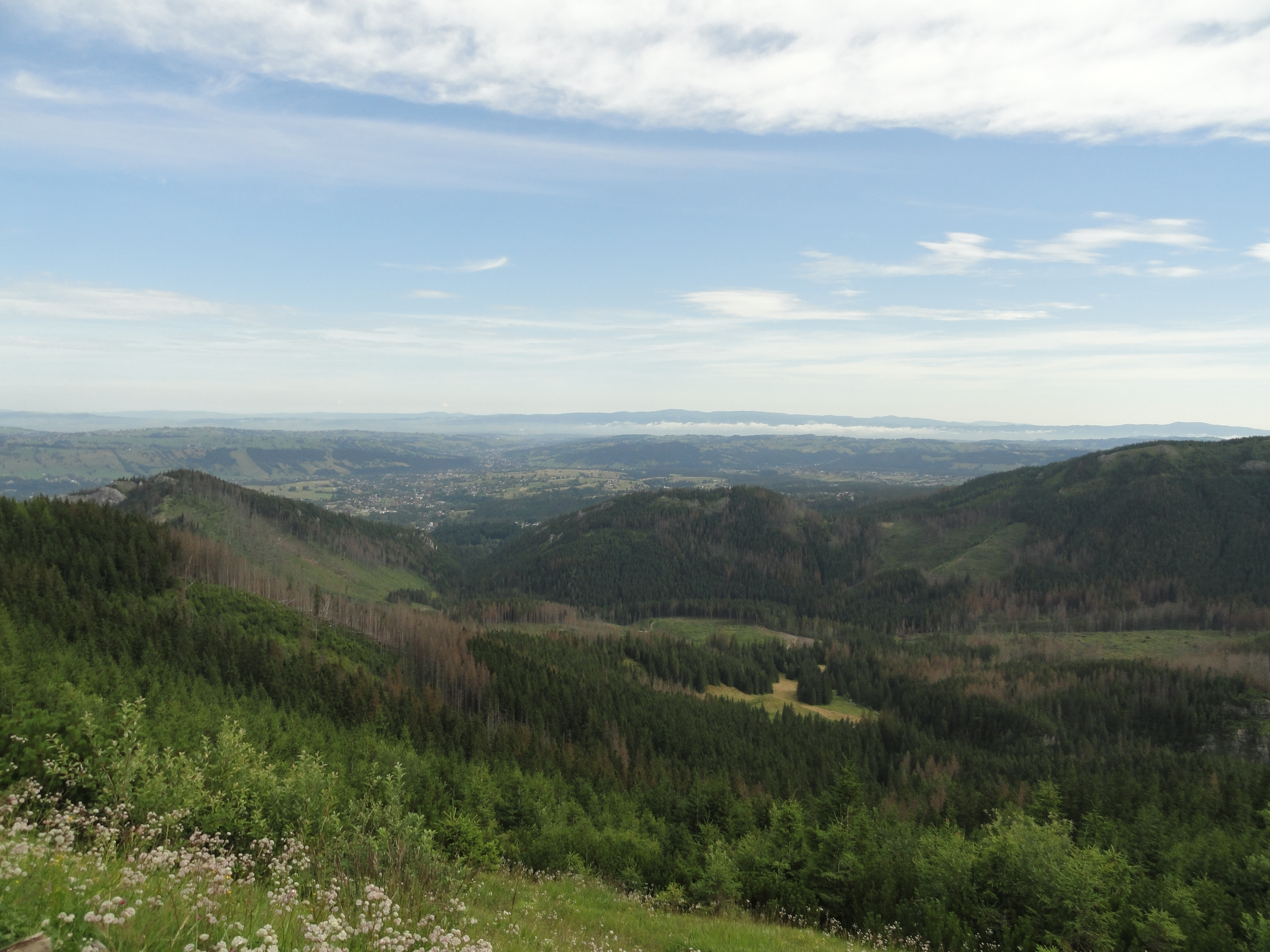
Dolina Olczyska oraz Nosal i Mały Kopieniec ze Skupniowego Upłazu

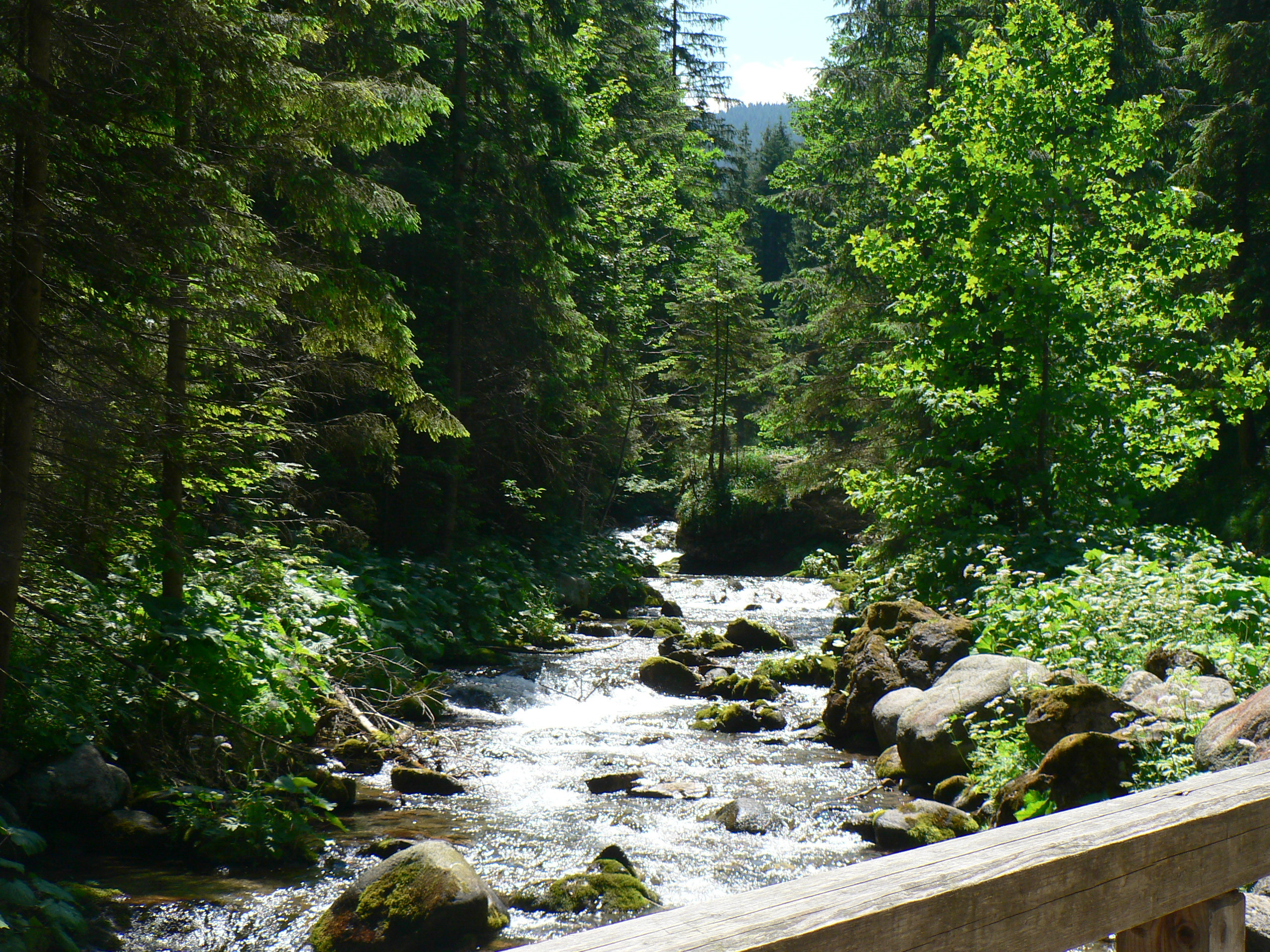
Potok Olczyski w Dolinie Olczyskiej

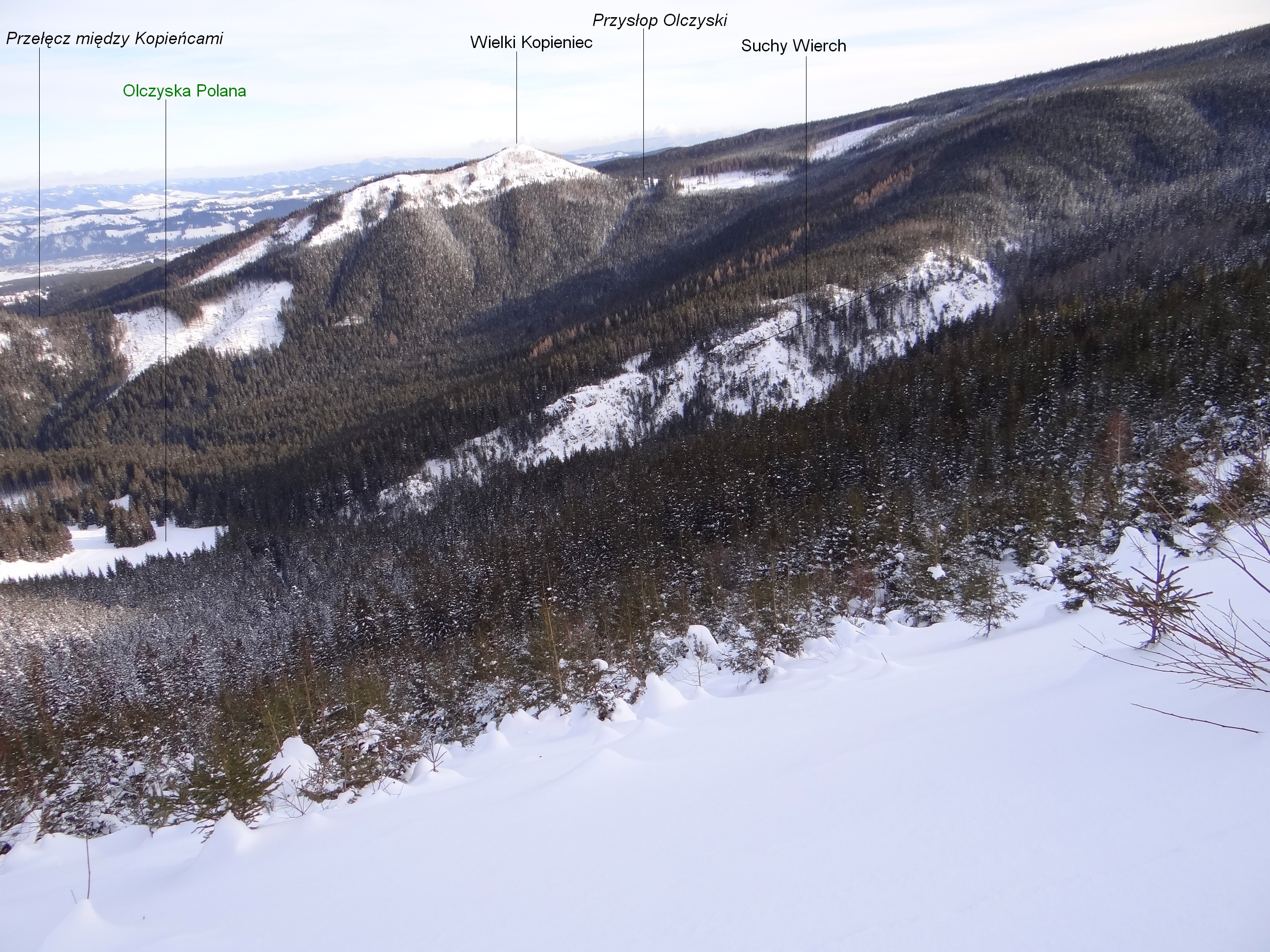
Widok na Dolinę Olczyską ze Skupniowego Upłazu

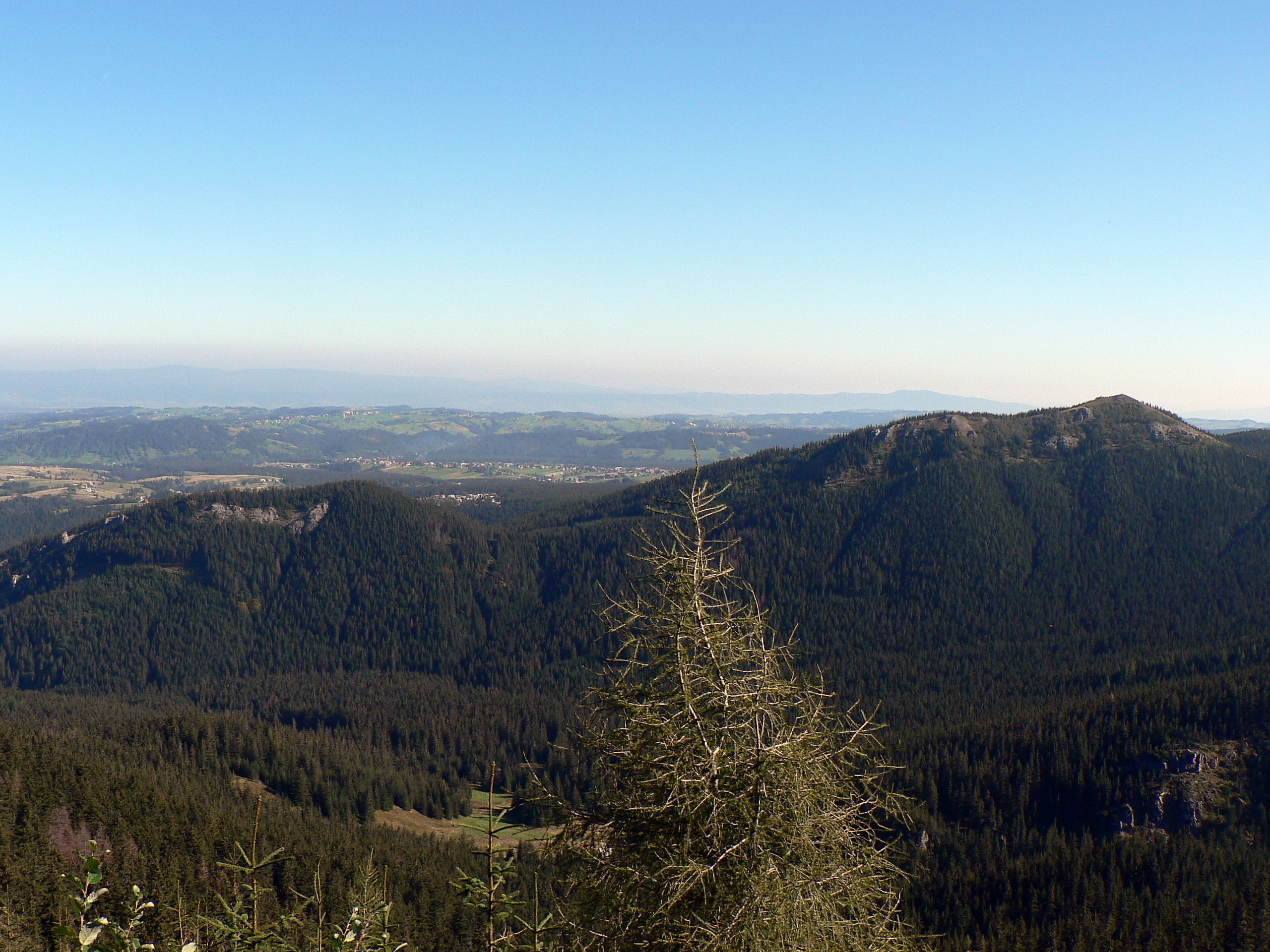
Dolina Olczyska, Mały i Wielki Kopieniec

Dolina Olczyska, dawniej nazywana Olczyskiem – tatrzańska dolina mająca wylot w Jaszczurówce, a górą podchodząca pod szczyt Kopy Magury (1704 m).

## Topografia
Z zachodu od Doliny Bystrej oddziela ją odcinek północno-wschodniej grani Kasprowego Wierchu (od Nosala po Kopę Magury), od południa od Doliny Suchej Wody Gąsienicowej Królowy Grzbiet, od wschodu obramowanie tworzy odchodząca od niego wypukłość ciągnąca się do Przysłopu Olczyskiego, a dalej Wielki i Mały Kopieniec. W górnej, południowej części grzbiet Suchego Wierchu dzieli ją na dwie odnogi:
- zachodnią podchodzącą pod Wielką Kopę Królową,
- wschodnią, która pod Królowym Grzbietem zakręca w południowo-zachodnim kierunku i przez Królową Rówień dochodzi do Kopy Magury[2].

Dość wąski, zalesiony wylot doliny znajduje się w pobliżu Jaszczurówki na wysokości ok. 900 m n.p.m. W lewej, dolnej części doliny na zboczach Nosala znajduje się pas skał zwany Piórem.

## Opis doliny
Nazwa doliny wywodzi się od Olczy – przysiółka Zakopanego. Dolina zajmuje powierzchnię około 4,5 km². Zbudowana jest ze skał osadowych (wapienie i dolomity), występujące na niej gdzieniegdzie granitowe bloki skalne zostały przerzucone przez lodowiec z sąsiedniej Doliny Suchej Wody. Wapienne podłoże powoduje, że większa część doliny jest sucha – woda wsiąka w porowate podłoże i płynie podziemnymi przepływami (część podziemnych korytarzy to Jaskinia Jaszczurowska Wodna i Jaskinia Jaszczurowska Wyżnia). Woda wypływa dopiero i to od razu w dużej ilości w Wywierzysku Olczyskim, którym wypływają m.in. wody ginące pod ziemią w dolinie Pańszczycy. Jest to największe wywierzysko w polskich Tatrach. Wypływająca z niego woda zasila Olczyski Potok z ujęciem wody dla Zakopanego. TPN zgodził się na pobranie części wód potoku, ujęcie to ma charakter awaryjny i rzadko jest wykorzystywane. Wzdłuż potoku i w spadających do niego żlebach rośnie olcha szara, a wiosną obficie zakwita knieć błotna górska. Na zboczach Małego Kopieńca znajduje się jedno z największych w Tatrach skupisk sosny zwyczajnej (drzewo rzadkie w Tatrach). Oprócz tego stwierdzono tutaj występowanie takich rzadkich w Polsce roślin, jak tojad Kotuli i jarząb nieszpułkowy. Dawniej (ok. 1840), jak podaje Ludwik Zejszner, obficie występowały w Dolinie Olczyskiej lasy bukowe, obecnie dominują świerkowe.

## Historia
Dolina była wypasana, wchodziła w skład dwóch hal: Hali Olczysko i Hali Królowej. W dolinie znajdują się trzy polany: Królowa Polana (pod Królowym Grzbietem), Olczyska Polana (w środkowej części) i Brylówka (pod Nosalem). Na Olczyskiej Polanie zachowały się zabytkowe szałasy.
Dawniej w wylocie doliny w Jaszczurówce istniało niewielkie kąpielisko termalne.
11 sierpnia 1994 w Dolinie Olczyskiej rozbił się helikopter z ratownikami TOPR (katastrofa lotnicza w Dolinie Olczyskiej), w wyniku czego zginęły 4 osoby.

## Szlaki turystyczne
– zielony dnem doliny, wzdłuż Olczyskiego Potoku, przez Olczyską Polanę na Wielki Kopieniec i dalej do Toporowej Cyrhli.
- Czas przejścia z Jaszczurówki na polanę: 40 min, ↓ 35 min
- Czas przejścia z polany na Kopieniec: 1 h, ↓ 45 min

 – żółty z Olczyskiej Polany na Nosalową Przełęcz. Czas przejścia: 30 min, ↓ 25 min.